# Lygniodes proutae
Lygniodes proutae là một loài bướm đêm trong họ Erebidae.